# Xander Bogaerts
Xander Jan Bogaerts (ur. 1 października 1992) – arubański baseballista występujący na pozycji łącznika i trzeciobazowego w Boston Red Sox.

## Przebieg kariery
W sierpniu 2009 podpisał kontrakt z Boston Red Sox i początkowo grał w klubach farmerskich tego zespołu. W 2011 był w składzie reprezentacji Holandii na mistrzostwach świata, na których zdobył złoty medal. W sezonie 2012 i 2013 występował w Portland Sea Dogs (Double-A) i Pawtucket Red Sox (Triple-A). W marcu 2013 zagrał w siedmiu meczach na turnieju World Baseball Classic, gdzie Holandia w półfinale uległa reprezentacji Dominikany 1–3.
W Major League Baseball zadebiutował 20 sierpnia 2013 w meczu przeciwko San Francisco Giants na AT&T Park. 7 września 2013 w spotkaniu z New York Yankees zdobył pierwszego w MLB home runa. W tym samym roku został powołany do 25-osobowej kadry na postseason i wystąpił we wszystkich meczach World Series, w których Red Sox pokonali St. Louis Cardinals 4–2 w serii best-of-seven. W lipcu 2016 po raz pierwszy został wybrany do AL All-Star Team, otrzymując najwięcej głosów spośród łączników.
7 kwietnia 2018 w meczu przeciwko Tampa Bay Rays wyrównał rekord kariery, zaliczając 6 RBI.

## Nagrody i wyróżnienia
| Nagroda/wyróżnienie         | Lata             | Źródło |
| 2× All-Star                 | 2016, 2019       | [ 7 ]  |
| Zwycięzca w World Series    | 2013             | [ 6 ]  |
| 3× Silver Slugger Award     | 2015, 2016, 2019 | [ 9 ]  |
| 2× zwycięzca w World Series | 2013, 2019       | [ 10 ] |